# Anadenobolus stolli
Anadenobolus stolli är en mångfotingart som först beskrevs av Pocock 1907.  Anadenobolus stolli ingår i släktet Anadenobolus och familjen Rhinocricidae. Inga underarter finns listade i Catalogue of Life.